# John Harris (Offizier)

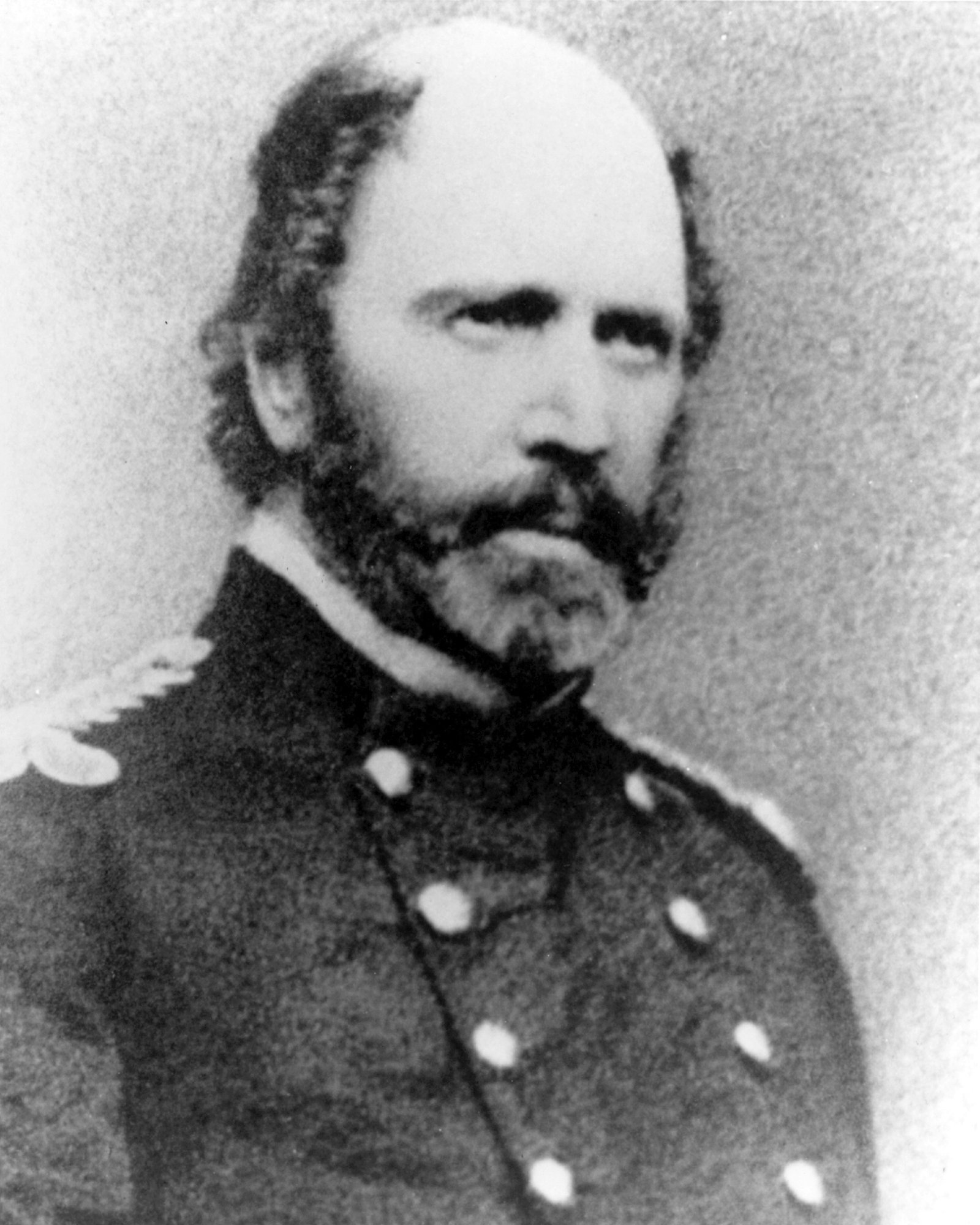
Oberst John Harris (USMC), Commandant of the Marine Corps

John Harris (* 20. Mai 1793 in East Whiteland Township, Chester County, Pennsylvania; † 12. Mai 1864 in Washington, D.C.) war der sechste Commandant des U.S. Marine Corps. Er war über 50 Jahre im aktiven Dienst und erreichte den Dienstgrad eines Obersts.

## Leben
Harris wurde am 20. Mai 1793 in East Whiteland Township, in Chester County, rund 20 km westlich von Philadelphia, Pennsylvania, geboren. Aus seiner Familie war bereits eine Reihe von Offizieren hervorgegangen. Sein Vater, William Harris, diente im amerikanischen Unabhängigkeitskrieg und bei der Whiskey-Rebellion in der Miliz von Pennsylvania, zuletzt als Brigadegeneral.
Harris starb noch im aktiven Dienst am 12. Mai 1864 kurz vor Vollendung des 71. Lebensjahrs in Washington D.C. Er wurde auf dem Oak Hill Friedhof in Georgetown, Washington D.C. beigesetzt.

## Militärische Laufbahn
Harris wurde am 23. April 1814 zum Leutnant ernannt („commissioned“) und schon zwei Monate später zum Oberleutnant befördert. Er ging an Bord von USS Guerriere und nahm mit dem Schiff am Ende des britisch-amerikanischen Kriegs von 1812 an Kämpfen gegen britische Streitkräfte teil, die auf Baltimore vorrückten. Den Angriff auf Fort McHenry im Kampf um Baltimore beschrieb er in einem Brief an seinen Bruder: „Der schönste Anblick, den ich je gesehen habe ... die Bomben und Raketen fliegen zu sehen und das Feuer [auf den Gegner] aus unseren drei Forts“. („the handsomest sight I ever saw ... to see the bombs and rockets flying and the firing from our three forts.“).
Im Jahr 1815 kommandierte Harris die Marines an Bord von USS Macedonian, die unter Commodore Stephen Decatur im Mai des Jahres von New York auslief um gegen Piraten im  amerikanisch-tripolitanischen Krieg vorzugehen. Nach Rückkehr in die Vereinigten Staaten wurde Harris zunächst in Erie, Pennsylvania, dann in Boston, Massachusetts stationiert. Als nächstes Bordkommando folgte im August 1821 ein Einsatz auf USS Franklin. Nach Operationen im Südpazifik wurde er am 3. März 1825 ehrenhalber zum Hauptmann ernannt. Es folgten Verwendungen an Bord von USS Java und USS Delaware. Am 13. Juni 1830 wurde er zum ordentlichen Hauptmann befördert. Seine nächste Stationierung war Norfolk, Virginia. Bis März 1836 erneut auf USS Deleware eingesetzt, kam er anschließend zum Kontingent der Marines in Fort Monroe, Virginia, von wo aus es zusammen mit der U.S. Army die Aufgabe war, in die Auseinandersetzungen mit den natürlich Ureinwohnern Nordamerikas („Indianer“) einzugreifen. Er zeichnete sich in den Kämpfen mit den Creek in Alabama und den Seminolen in Florida aus. Commandant Oberst Archibald Henderson erwähnte ihn voller Lob in einem Schreiben an den Marineminister (Secretary of the Navy). Am 27. Januar 1837 wurde Harris zum Major ehrenhalber ernannt. Er kam im März des Jahres nach Washington zurück. Am 6. Oktober 1841 wurde sein Dienstgrad als Major ordentlich bestätigt. Es folgten Einsätze im Mexikanisch-Amerikanischen Krieg, in Philadelphia, Washington und Norfolk.
Im März 1848 erhielt Harris Befehl, in Mexiko am Isthmus von Tehuantepec die Landverbindung für ein vor der Küste operierendes Geschwader zu führen. Er lief mit einem Bataillon Marines aus und hörte erst bei Eintreffen in Veracruz, das ein Waffenstillstand in Kraft getreten war. Er wurde daraufhin mit seiner Truppe nach Alvarado geschickt. Im Spätsommer 1848 kehrte Harris in das Hauptquartier nach Washington zurück und wurde beauftragt, das Kommando über die Marines Kasernen in Philadelphia und New York zu übernehmen. Am 10. Dezember 1855 folgte die Beförderung zum Oberstleutnant, womit seine Ernennung zum Kommandeur in Brooklyn, New York, einher ging. Diese Position behielt Harris bis zum 7. Januar 1859, dem Datum seiner Beförderung zum Oberst und Ernennung zum Befehlshaber (Commandant of the Marine Corps).
Harris brachte somit die längste Erfahrung im aktiven Dienst (45 Jahre) mit in das Amt, das er kurz vor Ausbruch des amerikanischen Bürgerkriegs (April 1861) antrat. Fast die Hälfte seiner Offiziere liefen zu den konföderierten Streitkräften über. Seine drängende Aufgabe war es, diese Schwächung des Corps auszugleichen. In der frühen Phase des Bürgerkriegs war von Maryland einkommende Konterbande ein Problem, dem Harris mit Abordnung eines Bataillons Marines an den United States Secret Service erfolgreich entgegentrat. Harris erlebte das Ende des Sezessionskriegs nicht mehr.